# 东海卵螺
东海卵螺（学名：Oocorys donghaiensis），是中腹足目卵螺科Oocorys属的一种。主要分布于中国大陆，常栖息在潮下带。